# Steffi Duna
Steffi Duna, pseudonimo di Berindey Erzsébet (Budapest, 8 febbraio 1910 – Beverly Hills, 22 aprile 1992), è stata un'attrice ungherese.

## Biografia
Steffi Duna iniziò a ballare all'età di nove anni e fece la sua prima apparizione teatrale al Children's Theatre di Budapest. Frequentò le migliori scuole di danza della capitale ungherese e si esibì nella maggior parte delle capitali europee. Nel 1932 apparve sui palcoscenici di Londra nella rivista Words and Music di Noël Coward, e cantò il motivo Mad About the Boy con le altre protagoniste del musical, Joyce Barbour, Norah Howard e Doris Hare.
Sempre nel 1932 giunse per la prima volta a Hollywood e si impegnò nell'apprendimento della lingua inglese. Durante gli anni trenta interpretò personaggi femminili delle più svariate nazionalità e, malgrado il suo background europeo, venne scelta in più di un'occasione per impersonare ardenti femme fatale latine in film che sfruttarono appieno il suo fascino esotico e il suo glamour, come La Cucaracha (1934), il primo cortometraggio realizzato in Technicolor.
Il suo debutto cinematografico risale al 1932 nel film The Indiscretions of Eve, accanto a Jessica Tandy. per la RKO interpretò il ruolo di "Guninana", la moglie eschimese di Francis Lederer, in Man of Two Worlds (1934). Nel 1936 interpretò la parte di Nedda nella versione cinematografica britannica di Pagliacci, con protagonista il tenore austriaco Richard Tauber. Fu protagonista anche della commedia Panama Lady (1939) con Lucille Ball, e partecipò a pellicole celebri come Avorio nero (1936) e Il ponte di Waterloo (1940), senza però diventare una star di primo piano.

## Vita privata
Duna fu sposata prima con l'attore John Carroll, da cui ebbe due figli e da cui divorziò nel 1938. Nel 1940 si risposò con l'attore Dennis O'Keefe (da cui avrà un figlio, Edward James) e nello stesso anno si ritirò dalle scene. Il matrimonio durò fino alla morte di O'Keefe, avvenuta nel 1968. Steffi Duna morì nel 1992, all'età di 82 anni.

## Filmografia parziale
- The Indiscretions of Eve, regia di Cecil Lewis (1932)
- Man of the Worlds, regia di J. Walter Ruben (1934)
- La Cucaracha, regia di Lloyd Corrigan (1934)
- Una notte a New York (One New York Night), regia di Jack Conway (1935)
- Il pirata ballerino (Dancing Pirate), regia di Lloyd Corrigan (1936)
- Avorio nero (Anthony Adverse), regia di Mervyn LeRoy (1936)
- Pagliacci, regia di Karl Grune (1936)
- Panama Lady, regia di Jack Hively (1939)
- La strada del sud (Way Down South), regia di Leslie Goodwins (1939)
- Belve su Berlino (Hitler, Beast of Berlin), regia di Sherman Scott (1939)
- Law of the Pampas, regia di Nate Watt (1939)
- Il ponte di Waterloo (Waterloo Bridge), regia di Mervyn LeRoy (1940)
- Phantom Raiders, regia di Jacques Tourneur (1940)
- Il grande McGinty (The Great McGinty), regia di Preston Sturges (1940)
- Girl from Havana, regia di Lew Landers (1940)